# Marcus Sörensen
Marcus Tapio Sörensen (* 7. April 1992 in Södertälje) ist ein schwedischer Eishockeyspieler, der seit Juli 2022 bei Fribourg-Gottéron aus der Schweizer National League unter Vertrag steht und dort auf der Position des rechten Flügelstürmers spielt. Zwischen 2016 und 2021 stand Sörensen fünf Jahre lang bei den San Jose Sharks aus der National Hockey League (NHL) unter Vertrag und absolvierte insgesamt 260 Spiele.

## Karriere
Sörensen erlernte das Eishockeyspielen in der Nachwuchsabteilung des IK Tälje, einem Klub aus seiner Geburtsstadt Södertälje. Anschließend war er bis zum Sommer 2010 in der Jugend des Elitserien-Klubs Södertälje SK aktiv. Für diesen durchlief er alle Mannschaften bis hin zur U20-Auswahl, die in der J20 SuperElit, der höchsten schwedischen Liga dieser Altersklasse, aktiv war. Im Anschluss an die Saison 2009/10 war der 18-Jährige im NHL Entry Draft 2010 in der vierten Runde an 106. Stelle von den Ottawa Senators aus der National Hockey League ausgewählt.
Statt sich aber den Senators anzuschließen und auf den nordamerikanischen Kontinent zu wechseln, unterschrieb Sörensen einen Vertrag beim Hauptstadtklub Djurgårdens IF, für den er in der Saison 2010/11 aufs Eis ging. Der Stürmer lief sowohl für die U20-Mannschaft in der J20 SuperElit als auch die erste Mannschaft, für die er sein Profidebüt in der Elitserien feierte, auf. Bereits nach einer Spielzeit trennten sich die Wege zwischen Klub und Spieler aber wieder und der Angreifer wechselte im Sommer 2011 zum Skellefteå AIK. Dort konnte er allerdings nur schwer Fuß fassen. Einerseits konnte sich Sörensen im Juniorenbereich qualitativ nicht weiterentwickeln, andererseits war die Konkurrenz im Kader des ambitionierten Elitserien-Teams zu groß, um ihm ausreichende Einsatzzeit zu garantieren. Nach acht Einsätzen bei den A-Junioren und einem Spiel für die Herrenmannschaft verlieh das Management den Flügelstürmer an den Borås HC aus der zweitklassigen Allsvenskan, wo er Erfahrungen im Seniorenbereich sammeln konnte.
Sportlich verlief die Spielzeit in Borås überaus enttäuschend, da das Team zwar im letzten Moment noch den sportlichen Klassenerhalt schaffte, im Nachhinein aber keine Lizenz erhielt und den Weg in die Drittklassigkeit antreten musste. Sörensen lief in 29 Partien für den Klub auf und sammelte dabei 17 Scorerpunkte, womit er statistisch eine der effektivsten Offensivkräfte war. Nach der Saison verließ er sowohl Borås, da das Leihgeschäft auslief, als auch Skellefteå und kehrte zu Djurgårdens IF zurück. Der Klub war in der Vorsaison aus der Elitserien abgestiegen und trat in der Spielzeit 2012/13 in der Allsvenskan an, mit dem Ziel, direkt wieder in die höchste Spielklasse zurückzukehren. Obwohl das Team im Saisonverlauf durch teilweise gestandenes Personal aus der vom Lockout betroffenen NHL unterstützt wurde, erkämpfte sich der Stürmer einen Stammplatz und war mit 23 Scorerpunkten in doppelt so vielen Spielen unter den fünf besten Scorern des Teams wiederzufinden. Den Aufstieg verpasste die Mannschaft aber. Erst am Ende der Saison 2013/14 kehrte Djurgården ins Oberhaus zurück. Als teaminterner Topscorer der Aufstiegsrunde hatte Sörensen daran maßgeblichen Anteil.
Zurück im Oberhaus verbesserte der Stürmer sein Spiel noch einmal. Als Rookie geltend verbuchte er in 50 Begegnungen 32 Scorerpunkte, womit er bester Punktesammler seines Teams war und am Saisonende als Rookie des Jahres der Svenska Hockeyligan ausgezeichnet wurde. Nach einer erneut positiven Saison 2015/16, in der er seinen Punkterekord auf 34 steigern konnte, verließ Sörensen den Verein. Die Leistungen des mittlerweile 24-Jährigen in den zurückliegenden drei Jahren hatten auch die Franchises der National Hockey League wieder auf ihn aufmerksam gemacht. Da die Transferrechte der Ottawa Senators bereits im Sommer 2012 erloschen waren – eine Einigung zwischen beiden Parteien war ausgeblieben –, konnte der Stürmer als Free Agent mit allen Teams frei verhandeln. Letztlich sicherten sich die San Jose Sharks die Dienste des Schweden zunächst für das folgende Jahr und setzten ihn zu Saisonbeginn in ihrem Farmteam, den San Jose Barracuda, in der American Hockey League ein. Nach anfänglichen Problemen akklimatisierte sich Sörensen schnell und steuerte bis Anfang Februar 2017 in 39 Spielen für die Barracuda 27 Scorerpunkte bei. Daraufhin wurde er erstmals in den NHL-Kader San Joses berufen und feierte dort sein Debüt. In der folgenden Spielzeit pendelte der Schwede zwischen dem NHl- und AHL-Kader beider Teams, ehe er sich mit Beginn der Saison 2018/19 bei den San Jose Sharks etablierte. Im Januar 2019 wurde sein auslaufender Vertrag vorzeitig um zwei Jahre verlängert. Die Off-Season vor der verspätet beginnenden NHL-Spielzeit 2020/21 verbrachte er beim HC Vita Hästen in der Allsvenskan.
Nach der Saison kehrte er nach insgesamt fünf Jahren in Nordamerika dauerhaft zurück in seine schwedische Heimat, wo er sich Djurgårdens IF aus der Svenska Hockeyligan (SHL) anschloss. Für den Hauptstadtklub hatte er bereits vor seinem Engagement in Nordamerika gespielt. In der Spielzeit 2021/22 fungierte der erfahrene Stürmer als Mannschaftskapitän des Teams, konnte den Abstieg in die Allsvenskan aber trotz seiner 47 Scorerpunkte in 51 Einsätzen nicht verhindern. Zur Saison 2022/23 wechselte Sörensen erstmals in die Schweiz, als er sich per Dreijahresvertrag dem Nationalligisten Fribourg-Gottéron anschloss. In der Spielzeit 2023/24 wurde er nach 63 Punkten in 52 Hauptrunden-Spielen als PostFinance Top Scorer ausgezeichnet. 

### International
Nachdem Sörensen im U18- und U20-Juniorenbereich nur einige Testspiele für die schwedischen Juniorennationalteams bestritten hatte, feierte er im Rahmen der Euro Hockey Tour 2014/15 sein Debüt für die schwedische A-Nationalmannschaft. Weitere Einsätze absolvierte er auch im Rahmen der Euro Hockey Tour 2015/16 für die Tre Kronor. Mit der Weltmeisterschaft 2021 bestritt er in der Folge sein erstes großes Turnier, weitere Einsätze folgten in den Jahren 2023 und 2024. Dabei gewann er im Jahr 2024 die Bronzemedaille mit dem Team.

## Erfolge und Auszeichnungen
- 2014 Aufstieg in die Svenska Hockeyligan mit Djurgårdens IF
- 2015 Årets nykomling
- 2024 PostFinance Top Scorer
- 2024 Spengler-Cup-Gewinn mit Fribourg-Gottéron

### International
- 2024 Bronzemedaille bei der Weltmeisterschaft

## Karrierestatistik
Stand: Ende der Saison 2024/25
(Legende zur Spielerstatistik: Sp oder GP = absolvierte Spiele; T oder G = erzielte Tore; V oder A = erzielte Assists; Pkt oder Pts = erzielte Scorerpunkte; SM oder PIM = erhaltene Strafminuten; +/− = Plus/Minus-Bilanz; PP = erzielte Überzahltore; SH = erzielte Unterzahltore; GW = erzielte Siegtore; 1 Play-downs/Relegation; Kursiv: Statistik nicht vollständig)

### International
Vertrat Schweden bei:
- Weltmeisterschaft 2021
- Weltmeisterschaft 2023
- Weltmeisterschaft 2024

(Legende zur Spielerstatistik: Sp oder GP = absolvierte Spiele; T oder G = erzielte Tore; V oder A = erzielte Assists; Pkt oder Pts = erzielte Scorerpunkte; SM oder PIM = erhaltene Strafminuten; +/− = Plus/Minus-Bilanz; PP = erzielte Überzahltore; SH = erzielte Unterzahltore; GW = erzielte Siegtore; 1 Play-downs/Relegation; Kursiv: Statistik nicht vollständig)